# Amazon Forest Combat
Amazon Forest Combat（アマゾン・フォレスト・コンバット、略称AFC）は、ブラジルの総合格闘技団体。代表はマルセロ・アレックス。2011年9月14日にアマゾナス州マナウスのアレナ・アマドゥ・テイシェイラで旗揚げ大会「Amazon Forest Combat 1」を開催。2012年3月31日に同会場で「Amazon Forest Combat 2」を開催。旗揚げ大会はホイラー・グレイシー、第2回大会はムリーロ・ブスタマンチの引退試合が行われた。